# Сброс (геология)
Сброс (в структурной геологии) — разрывное нарушение в земной коре, где висячее крыло перемещено вниз относительно лежачего по направлению падения поверхности сместителя.
Геологический разлом, по которому один блок земной коры опускается относительно другого.

## Описание
К сбросам относятся нарушения, у которых поверхность разрыва наклонена в сторону опущенного блока. Иногда определяется так называемая стратиграфическая амплитуда, то есть величина смещения по нормали к поверхности наслоения пород. По углу наклона сместителя различают: пологие сбросы (с углом падения сместителя до 45°), крутые (с углом падения сместителя от 45° до 80°) и вертикальные (с углом падения сместителя от 80° до 90°)
Сбросы часто образуются в обстановках растяжения земной коры, при образовании рифтов.

## Схемы
- Схемы
- Вертикальный сброс
- Нормальный сброс
- Согласный сброс
- Несогласный сброс